# Historiographie des Celtes
L’historiographie des Celtes est l'étude des méthodes et des hypothèses formulées dans l'écriture de l'histoire des Celtes ainsi que l'évolution des connaissances, interprétations et constructions  concernant les peuples Celtes, depuis l’Antiquité jusqu’à la recherche contemporaine. Longtemps perçus à travers le prisme gréco-romain comme des barbares opposés à la civilisation urbaine, les Celtes font l’objet d’une réévaluation constante, au gré des contextes politiques, religieux et scientifiques.
De la redécouverte romantique à la celtomanie, en passant par l’instrumentalisation idéologique nationaliste, leur image s’est profondément transformée. Le développement de la celtologie, de l’archéologie, de la linguistique historique et des études littéraires celtiques a progressivement permis de dépasser les stéréotypes. Aujourd’hui, une approche pluridisciplinaire, critique et nuancée cherche à mieux cerner la diversité des cultures qualifiées de celtiques, à travers leurs langues, leurs croyances, leurs productions artistiques et leurs traces archéologiques.

## Historique

### Du monde barbare à la légende arthurienne

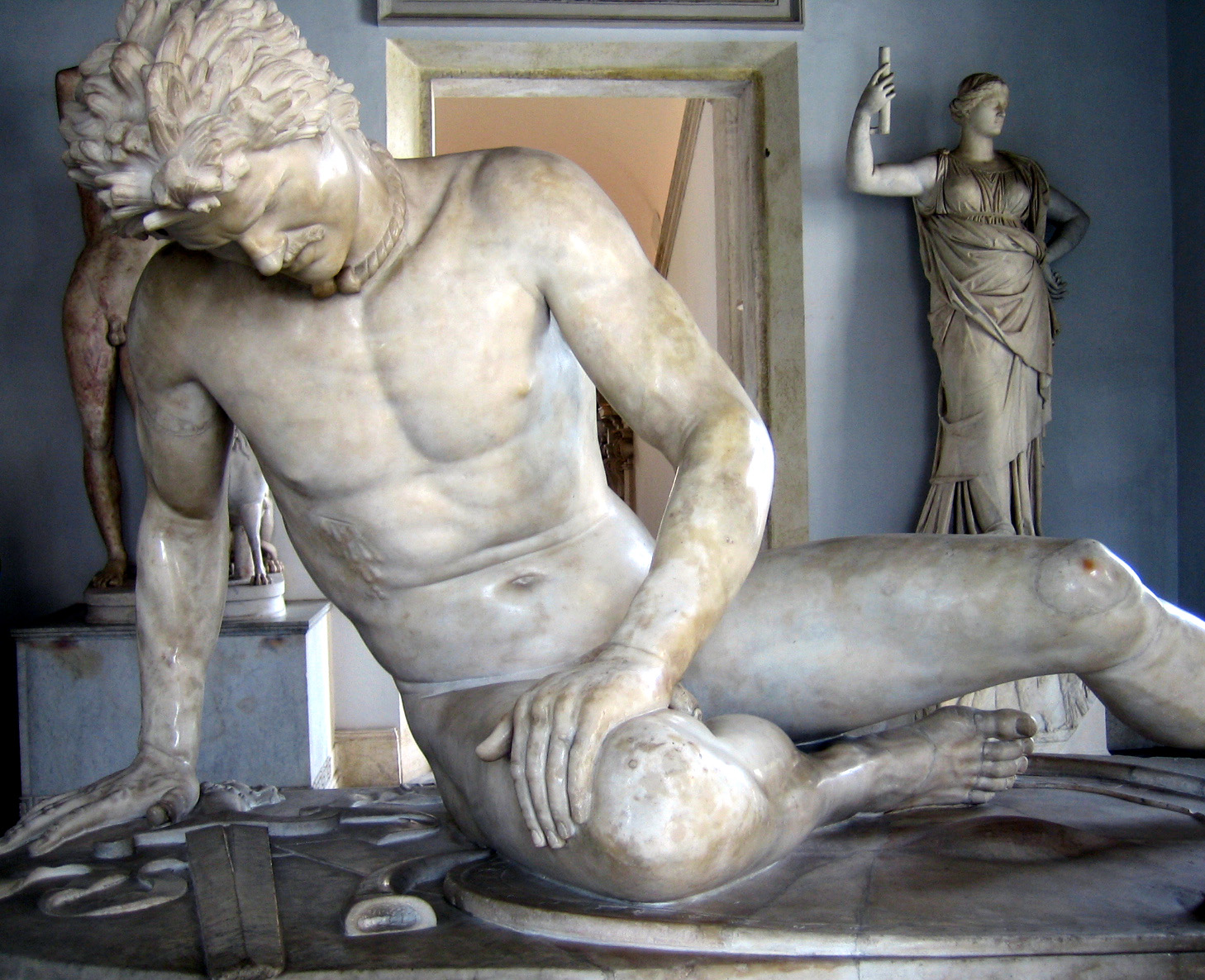
Le Galate mourant, commandé par Attale Ier après sa victoire sur les Galates, musées du Capitole.

Dès l'Antiquité, les auteurs grecs et latins s'intéressent à décrire les coutumes de la population celtes qu'ils désignent comme les principaux représentants du monde barbare. Ces premiers textes soulignent le caractère bénéfique du modèle de société urbanisé et unifié en opposition au modèle celtique décrit comme en opposition. Les travaux s'effectuent ensuite surtout dans la perspective d'illustrer la multiplication des liens qui les unissait à Rome, et de quelle façon leurs langues et coutumes ne peuvent s'intégrer au modèle latin. En particulier après le IIIe siècle av. J.-C. et les invasions des Galates en Grèce, les sources antiques instrumentalisent l'image des Celtes à des fins politiques,. La construction instrumentalisée est particulièrement renforcée par les auteurs Polybe et Tite-Live. Ce dernier en fait des ennemis démoniaques afin de faire des défaites passées de Rome un apprentissage à la faveur de l'avenir. À la fin des conquêtes, sous Tibère, une image plus objective et positive ressort des Celtes sous la plume de Strabon.
Il n'existe aucun document antique permettant de retranscrire les données celtiques issues de la tradition orale. En effet, l'interdiction de retranscrire tout ce qui touchait au domaine de la religion des celtes, et donc de l'ensemble de leurs connaissances, est un premier frein à l'établissement d'une historiographie claire. Ce cloisonnement de l'écriture contribue probablement à la désagrégation de la culture celtique et des élites intellectuelles après les conquêtes romaines. Certains vestiges archéologiques, comme le calendrier de Coligny, sont toutefois des indices de la préservation de certains éléments de tradition celtique et leur intégration à de nouveaux éléments religieux et culturels.

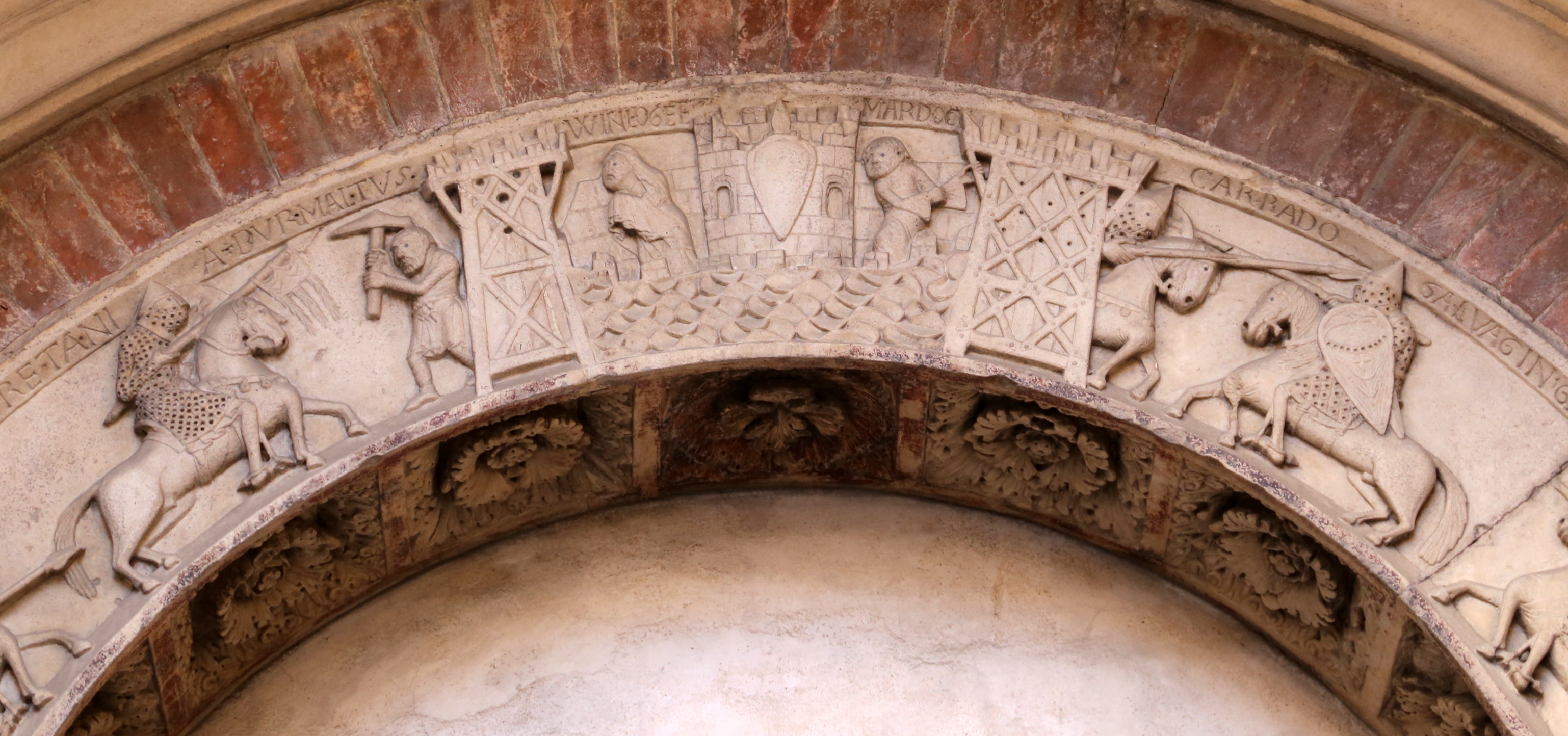
Représentation du roi Arthur et de ses chevaliers sur l'archivolte de la cathédrale de Modène.

Le christianisme, et la levée de l'interdit de la retranscription, constitue un tournant important et a des incidences qui fluctuent selon les régions. Dans le cas de l'Irlande, les premiers moines qui retranscrivent l'essentiel de la tradition orale proviennent de l'élite intellectuelle locale. Leur objectif est de préserver l'héritage culturel et l'intégrer au christianisme. Ces productions et ces récits sont tout d'abord catégorisés comme étant des croyances populaires avant d'être intégrés comme prologue ou faire-valoir à l'avènement de la foi chrétienne. L'intérêt pour la préservation de la culture celtique ne subsiste toutefois que dans les pays dont les élites pratiquent toujours une langue celtique : en Irlande, en Écosse, au Pays de Galles, en Cornouailles et en Bretagne. La littérature de souche celtique, exaltant la valeur des exploits guerriers et d'aventures fabuleuses, connaîtra un un important succès notamment au travers du cycle arthurien qui marquera la culture médiévale et les productions artistiques dès le début du XIIe siècle. On retrouve les personnages arthuriens à Modène, sur l'archivolte de la Cathédrale. Deux autres ouvrages celtiques marquent fortement l'historiographie : l'Historia regum Britanniae et la Vita Merlini de Geoffroy de Monmouth. En France, c'est également à partir du XIIe siècle qu'on situe la Gaule comme à l'origine du Royaume de France et ce malgré une royauté franque qui se revendique une origine troyenne.

### Redécouverte des anciens Celtes (XVe–XVIIIesiècle)

#### Renaissance

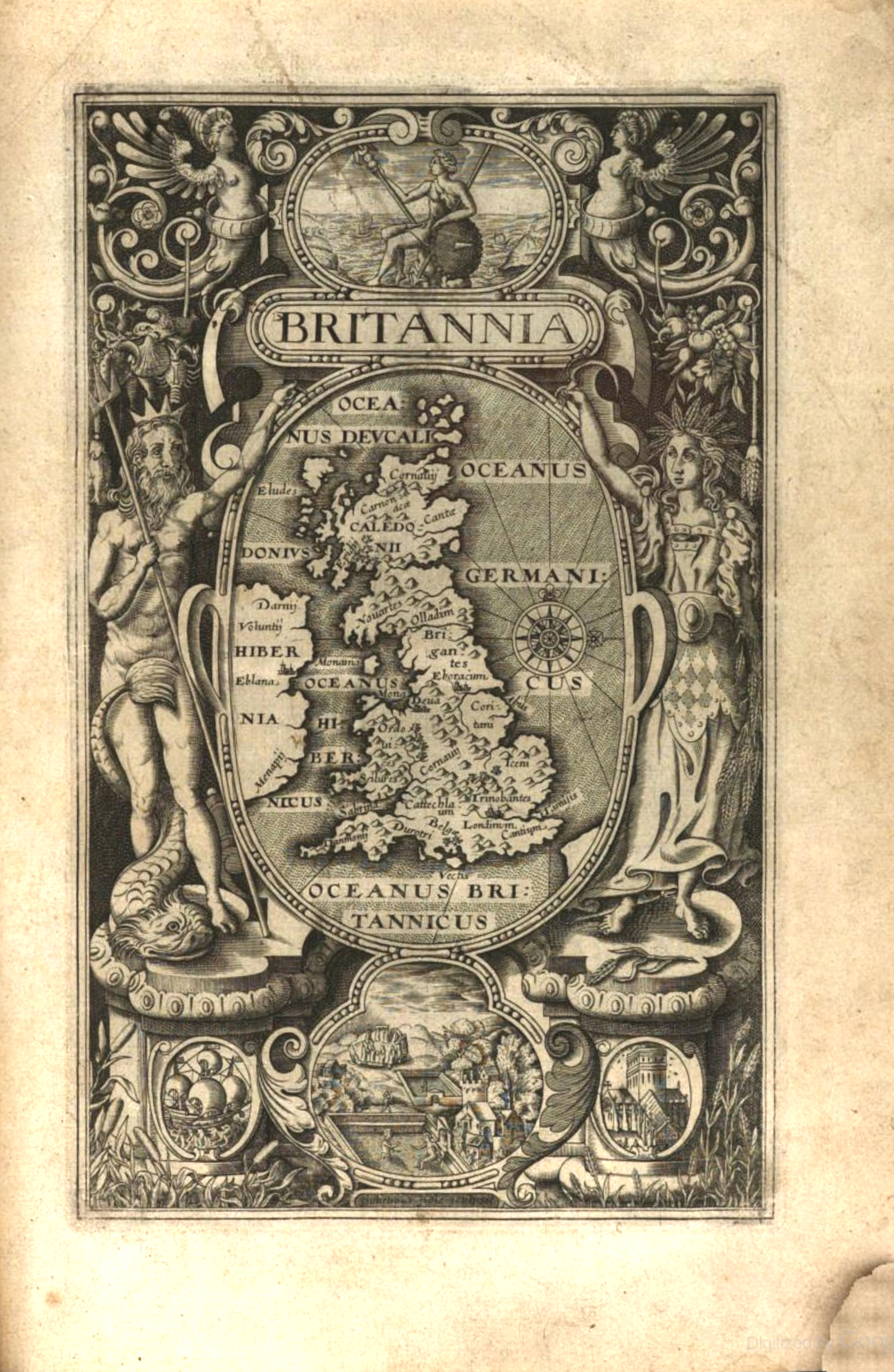
Page de couverture de Britannia par William Camden.

Durant la Renaissance, l'attrait des élites pour l'héritage grec et romain tend à réduire l'intérêt pour la culture celtique associée à la barbarie par les intellectuels européens. Seuls les élites insulaires, pratiquant encore des langues celtiques, commencent à poser les premiers jalons de l'approche scientifique de la celtologie.
Au XVe siècle, Annius de Viterbe établit dans ses Antiquités (1498) un lien généalogique entre les premiers rois gaulois et Japhet, sur base de fausses sources. De nombreux auteurs du XVIe siècle s'enthousiasment pour les Gaulois comme Jean Lemaire de Belges en 1512, John Caius en 1568 qui indique que les Celtes occupent la Grande-Bretagne durant l'Antiquité, ou Pierre de Ronsard en 1572. L'identité qui se dessine des Celtes se fait dans des objectifs contemporains comme lorsque les auteurs protestants revendiquent une société démocratique, ou pour soutenir des revendications nationales, gallicanes ou unitaires.

En 1586, William Camden imprime son atlas historique Britannia (en), dédiant plusieurs pages à l'histoire des pays des îles Britanniques et aux artéfacts celtiques. Au XVIIe siècle, John Aubrey effectue de l'archéologie de terrain à Stonehenge. En 1707, Archæologia Britannica (en) d'Edward Lhuyd apporte un premier bilan comparé des langues celtiques. Cette période de redécouverte des anciens Celtes s'effectue toujours au travers de l'étude gréco-latine. L'Histoire ancienne des peuples de l'Europe de Louis-Gabriel Du Buat-Nançay fournit une première approche critique qui cherche à se dégager des textes classiques.

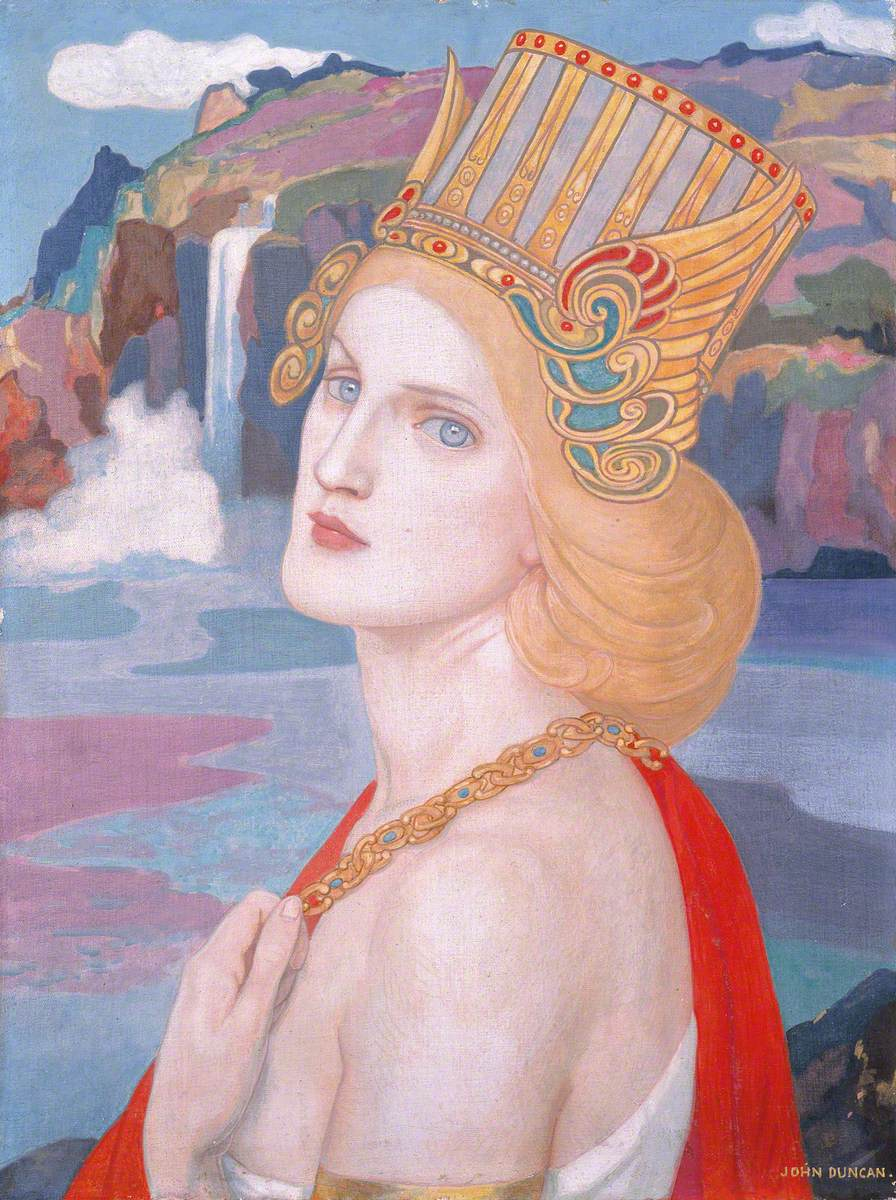
Aífé, peinture de John Duncan caractéristique du mouvement romantique de la celtomanie.

#### Celtomanie et Lumières
Deux courants influencent particulièrement la recherche sur le sujet à partir du XVIIIe siècle. La celtomanie d'une part, centrée en Grande-Bretagne, et les Lumières en France. La celtomanie découle de l'attrait littéraire et artistique pour les Celtes dans une vision romantique. Ce mouvement est à l'origine de nombreuses peintures, comme celle de John Mortimer, ainsi que des travaux de James Macpherson.
Le cycle d'Ossian que le poète crée, en lui donnant une supposée origine celtique, encourage la production de nombreux autres recueils de traductions des langues celtiques,,. Le poète gallois Evan Evans (en) publie Specimens of the Poetry of the Ancient Welsh Bards en 1764, et Charlotte Brooke publie Reliques of Irish Poetry en 1789. La musique traditionnelle intéresse également cette mouvance. Edward Jones publie en 1784 Musical and Poetical Relics of the Welsh Bards and Druids puis un second volume en 1802 intitulé The Bardic Museum of Primitive British Literature. D'autres aspects traditionnels sont explorés, voire inventés, tels que le kilt et la cornemuse par Walter Scott.
En France, le mouvement des Lumières renforce l'intérêt pour le passé celte et la découverte de l'identité gauloise est une forme de révolution en opposition à la légitimation de l'Ancien Régime reposant sur les mythes antiques gréco-latins. L'intérêt pour les antiquités gauloises et les monuments mégalithiques de Bretagne se développe au cours du XVIIIe siècle, établissant un lien avec les Celtes. Cet engouement pour la celtomanie atteint son point culminant au début du XIXe siècle. Théodore Hersart de La Villemarqué publie le Barzaz Breiz en 1839. Jacques Cambry indique notamment que les monuments mégalithiques sont des sancruaires astronomiques druidiques, et influence fortement l'iconographie gauloise encore véhiculée au XIXe siècle.

#### Image du druide transformée
Le cas des druides, évoqués par Jules César, intéresse en parallèle les intellectuels dès le XVIe siècle en France. On leur donne l'image de philosophes indépendants. Cependant, les textes anciens à leur propos sont peu nombreux et laissent dès lors une plus grande place à l'imagination et la réécriture, si bien qu'on attribue rapidement à ces élites celtes des préoccupations répondant aux mouvements de pensées du XVIIe siècle. La tradition contemporaine oppose l'iconographie antique, comme celle de Posidonios, du druide présenté comme un prêtre barbare assoiffé de sang, à celle de l'image du philosophe généreux de la tradition alexandrine.
Des associations néodruidiques réinventèrent les traditions et cérémonies celtiques autour de grandes fêtes reposant sur les cycles solaires. Les monuments mégalithiques préservés sont identifiés à des sanctuaires druidiques. Deux ouvrages de William Stukeley influenceront particulièrement l'association des religions des Celtes à l'idée d'un culte exemplaire lié à la nature, en opposition à la libre-pensée de l'anglicanisme. Il donne à ce personnage l'allure d'un pieux ermite chrétien, une iconographie qui persiste encore jusqu'à nos jours.

### Enjeux nationaux et évolutions académiques (XIXesiècle)

#### Enjeux nationalistes de la Gaule

Vercingetorix jette ses armes aux pieds de Jules César, peinture de Lionel Royer, Musée Crozatier. Ce tableau est une théâtralisation de la reddition comportant plusieurs éléments anachroniques du modèle gaulois nationaliste.

L'importance des Celtes intègre peu à peu la scène politique française, renforçant le chauvinisme anti allemand. Le Gaulois, considéré fondateur de la nation, devient le sujet de recherche de nombreux historiens qui cherchent à en reconstituer l'image à partir des textes gréco-latins,. L'essentiel des premiers travaux apparaissent avec l'intention de forger l'identité nationale, en particulier à partir de Napoléon III. En 1828, Amédée Thierry publie Histoire des Gaulois, depuis les temps les plus reculés jusqu'à l'entière soumission de la Gaule à la domination romaine. Il y établit l'idée que les Français sont les héritiers directs d'une race gauloise et érige Vercingétorix en héros national,. Il intègre la vision nationaliste en les opposant aux Germains. Jules Michelet, dans son Histoire de France, apparaît un peu plus nuancé.
Ces travaux sur la Gaule et les Gaulois s'accompagnent de différents clichés : sauvages généreux, généreux, intelligents, épris de liberté, etc. La majorité des historiens français se retrouvent entrainés dans cette reconstruction du passé celtique au profit d'idéologies nationalistes. À l'inverse, à la même période dans les milieux intellectuels allemands, une méthode rigoureuse et critique s'établit et entre en compte l'analyse des données sur les Celtes. Paradoxalement, en France, une tendance réactionnaire se met également en place chez les historiens de l'Antiquité qui opposent à la vision des Gaulois fondateurs celle d'une France construite grâce à la romanisation qui civilise les barbares. Les huit volumes de l'Histoire de la Gaule de Camille Jullian parus entre 1892 et 1921 rejettent la vision classique de la primauté de l'héritage romain et l'ouvrage de Ferdinand Lot qui lui suit chronologiquement renforce le parti pris nationaliste.

#### Impact de l'archéologie et de l'évolution académique

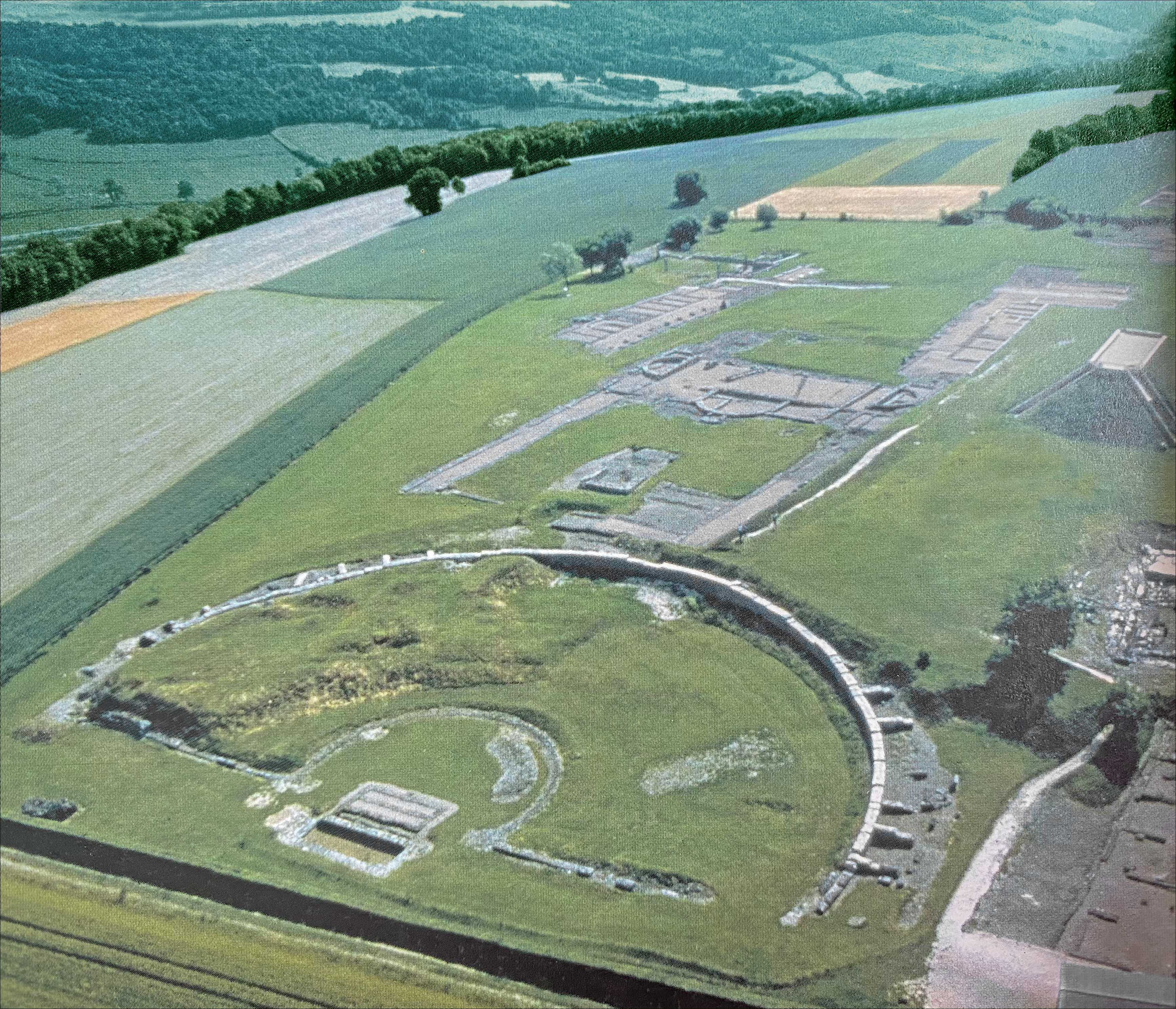
Vue aérienne du site archéologique d'Alésia dont les premières fouilles sont entreprises sous Napoléon III.

L'évolution du monde académique donne naissance à de nouvelles disciplines qui s'intéressent au monde Celtes. Jusqu'alors réservé aux philologues, l'étude des Celtes s'adresse désormais aussi aux linguistes, à la celtologie naissance, à l'anthropologie et enfin à l'archéologie. La chronologie du développement des premières disciplines, concentrées sur l'étude des textes antiques, ancre l'image de l'envahisseur barbare chez les Celtes.
L'étude du matériel archéologique débute au XVIIe siècle avec l'étude des monnaies celtes. L'identification des objets attribuables aux Celtes s'effectue progressivement dans le courant du XIXe siècle. Le renouvellement des connaissances dans l'historiographie celte est directement liée à la multiplication des fouilles dès le milieu du XIXe siècle. Les fouilles ordonnées par Napoléon III à Alise-Sainte-Reine sont particulièrement notables, car elles visent à identifier le site de la bataille d'Alésia. Cependant, les différents objets déterrés ne correspondent en réalité pas à la période de la Guerre des Gaules, mais ils intègrent pourtant l'iconographie du modèle gaulois.
En 1871, au Congrès international d'anthropologie et d'archéologie préhistoriques de Bologne, Gabriel de Mortillet et Pierre Jean Édouard Desor identifient des objets celtes lors de fouilles d'un site étrusque, témoignage de la présence celte au début du IVe siècle av. J.-C. Ces objets comportent des similitudes avec ceux identifiés à Hallstatt et La Tène, menant l'année suivante à proposer une nouvelle division de la période de l'Âge du fer : la culture de Hallstatt et la culture de La Tène. L'identité archéologique celtique possède désormais une délimitation et marque un premier tournant dans l'historiographie. Les nombreuses fouilles et l'accroissement des données qui suivent parviennent rapidement à détailler la période de l'expansion celtique dans la péninsule italienne.
En conséquence, le dernier quart du XIXe siècle est l'objet d'une forte émulation scientifique dans les études celtiques. La Revue celtique est fondée en 1870, et une section d'étude de Langues et littératures celtiques est ouverte à l'École pratique des hautes études en 1876. Henri d'Arbois de Jubainville publie douze volumes de Cours de littérature celtique avec plusieurs autres savants. Les recherches sont à partir de là solidement arrimée à la recherche universitaire également à Rennes et Strasbourg. Le Alt-celtischer Sprachschatz d'Alfred Holder (en) est un dictionnaire qui constitue encore l'un des principaux dictionnaires répertoriant les mots présumés celtiques conservés dans les textes gréco-latins et les inscriptions antiques.

Plan des fouilles effectuées sur le site archéologique de La Tène entre 1909 et 1916.

Deux tendances se développent dans les publications académiques traitant du matériel archéologique au début du XXe siècle. La première, représentée par Joseph Déchelette dans son Manuel d'archéologie préhistorique, celtique et gallo-romaine, se concentre sur la description et le classement des données archéologiques. La seconde, portée par Henri Hubert dans Les Celtes et l'expansion celtique jusqu'à l'époque de La Tène et Les Celtes depuis l'époque de La Tène et la civilisation celtique, tente quant à elle d'interpréter les données et d'opter pour une démarché d'ethnographie archéologique. La seconde tendance sera délaissée après Hubert et ne réapparait que dans les années 1980. La majorité des publications archéologiques se concentrent alors au classement chronologique des objets dans des champs d'études régionaux.

#### Panceltisme

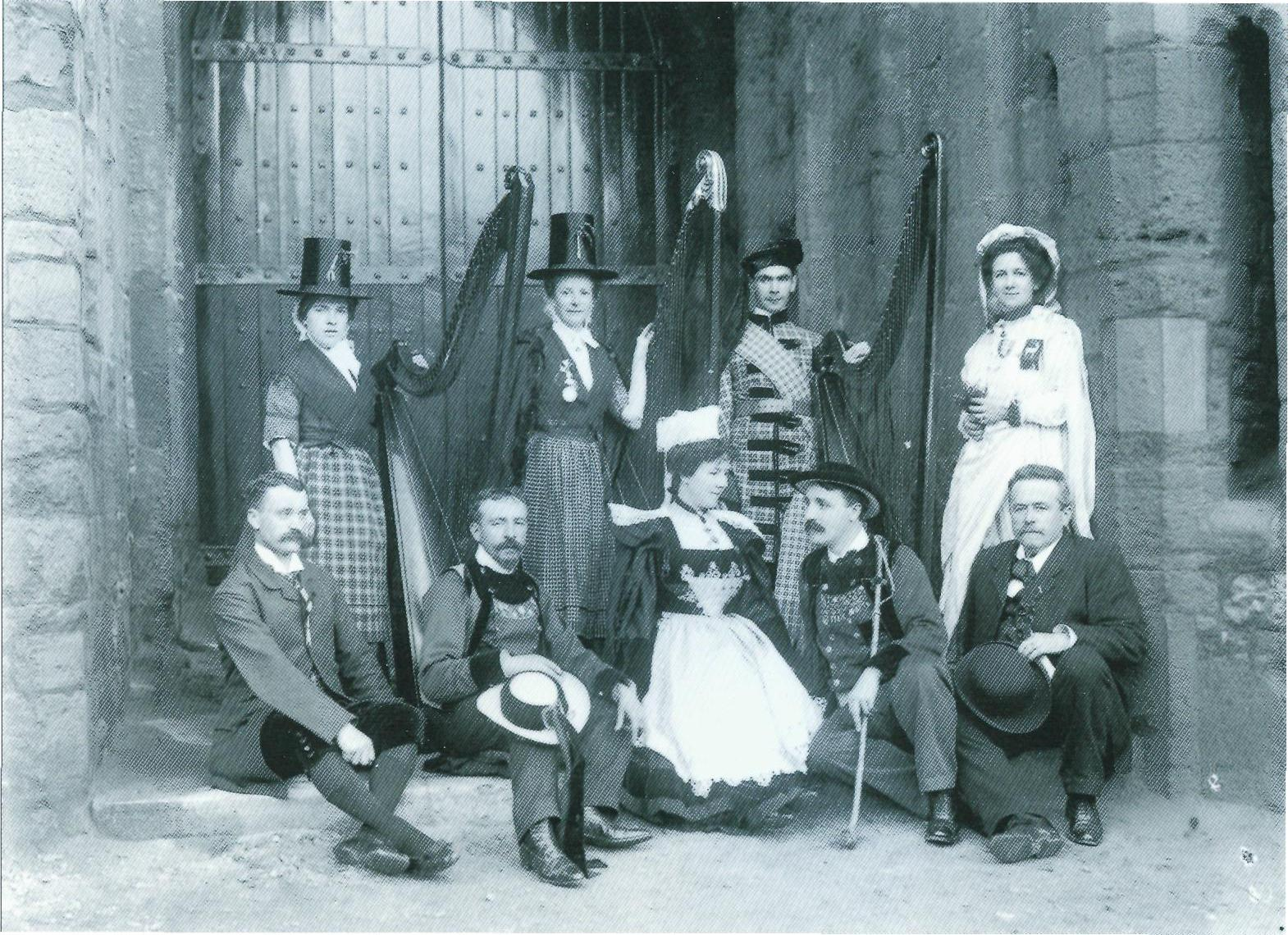
En compagnie de Gallois, Émile Hamonic et le barde breton Théodore Botrel (assis) encadrent Madame Léna Botrel, lors du congrès celtique de Caernarfon en 1904

Le développement du panceltisme, héritier de la celtomanie et des mouvements artistiques romantiques en Grande-Bretagne, est une forme de nationalisme qui se développe à la fin du XIXe siècle autour de la recherche et de l'historiographie des Celtes. Concept nationaliste alternatif, le panceltisme repose sur une identité linguistique commune pour renforcer le sentiment d'une identité celtique ethnique. La poésie des races celtiques écrit par Ernest Renan en 1896 expose ainsi l'idée d'une race celtique dotée de caractère spécifiques, ainsi que d'une nation celtique. La Pan-Celtic Association est fondée en 1900. Elle édite la revue Celtia et organise des congrès et développe le concept de nation celtique en lui donnant un hymne, un emblème et des cérémonies. Le mouvement se dissout toutefois peu avant la Première Guerre mondiale au profit d'un idéalisme patriotique.

### Approche pluridisciplinaire (XXesiècle)
Au XXe siècle, une approche pluridisciplinaire se développe progressivement. Paul Jacobsthal étudie l'art celtique dans Early Celtic Art en intégrant aux analyses des caractéristiques artistiques la chronologie de son évolution en fonction des données archéologiques. Les contacts internationaux se développent et permettent de valoriser de nouvelles données qui s'extraient de la géographie gauloise, et s'étendent en Europe Centrale et le long du Danube. La péninsule Ibérique intègre également la recherche, bien qu'initialement limitée au domaine linguistique.
Dans la seconde moitié du XXe siècle, les fouilles archéologiques s'intéressent à l'habitat et l'urbanisation des Celtes d'Europe Centrale, démontrant l'émergence d'une nouvelle culture, celle des oppida celtes, en rupture avec la culture laténienne. Les nouvelles données entraînent des bouleversement conceptuels et à revoir certaines identifications archéologiques. L'essentiel des publications archéologiques s'effectuent après la Seconde Guerre mondiale et permettent de renouveler l'historiographie en intégrant de nouveaux sujets de recherche. C'est également à ce moment là que le corps académique débat afin de mieux définir et délimiter les celtes, que ce soit sur le plan linguistique, culturel, archéologique et géographique. Les théories invasionnistes sont élaborées pour justifier la circulation des armes et bijoux et la définition de la culture archéologique celtique se renforce depuis la fin du pangermanisme. Dans les milieux académique, une volonté de recherche au niveau européen dépasse les frontières du rideau de fer.
En France, de nombreux ouvrages paraissent dans les années 1970 et réévaluent progressivement l'historiographie celte, centrée sur la Gaule, marquée par l'héritage nationaliste du XIXe siècle et de l'entre-deux-guerre. Dans les années 1990, différents ouvrages paraissent et se concentrent également sur de nouveaux aspects comme la vie quotidienne, l'architecture, les pratiques et rituels. L'historiographie de la Gaule, au début du XXIe siècle, jouit d'un très grand nombre de données, mais d'un important déséquilibre d'une région à l'autre ainsi que de nombreux à-priori idéologiques se divisant en deux tendances problématiques : soit on considère que la Gaule ne se distingue pas particulièrement des autres régions, soit on poursuit la tendance nationaliste du modèle gaulois.

### Adaptation du concept Celtes (XXIesiècle)
Au XXIe siècle, la notion de Celtes fait l'objet d'une profonde réévaluation scientifique. Le terme demeure couramment employé, tant dans la sphère académique que dans la culture populaire, son usage contemporain reflète une approche plus critique, nuancée et multidisciplinaire, visant à dépasser les généralisations héritées.

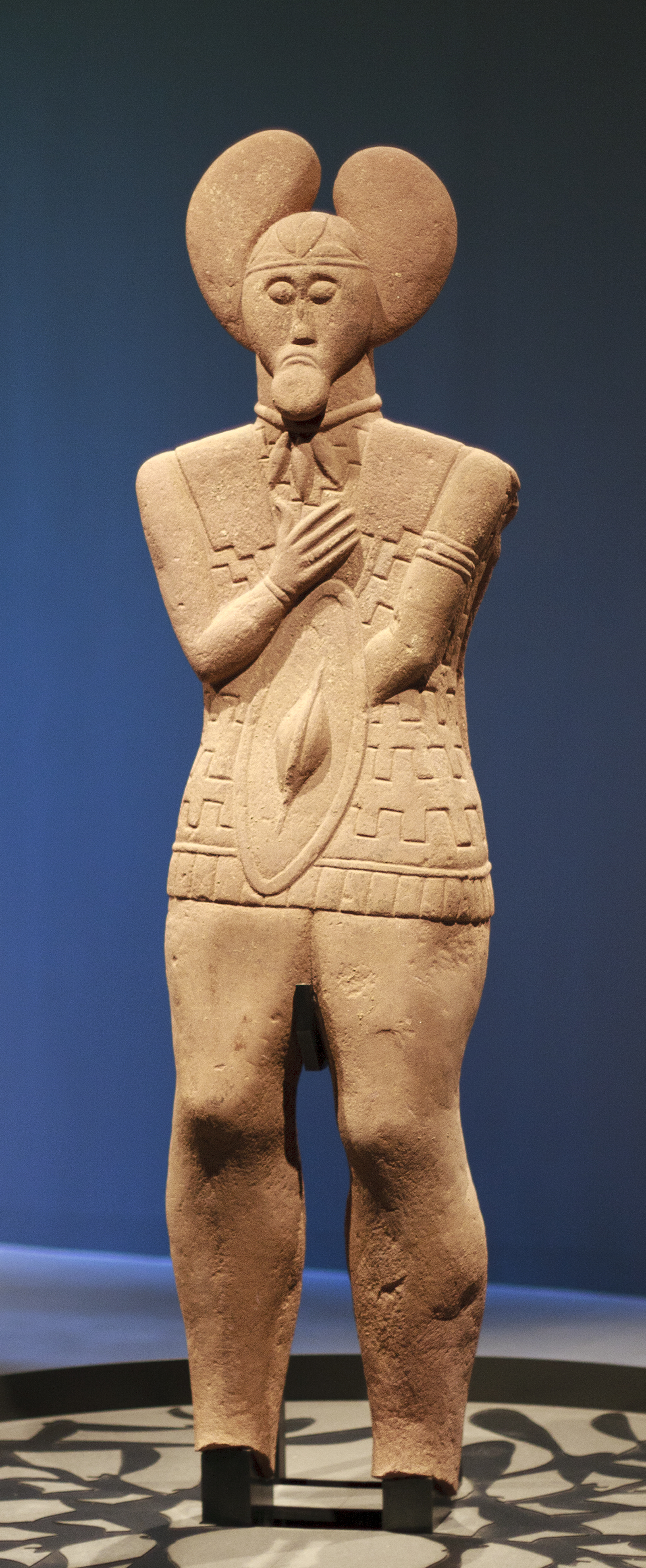
Statue grandeur nature de Glauberg, objet emblématique de la statuaire celtique.

Sur la question de l'art celtique, les recherches récentes remettent en question la notion d'art unifié et homogène et adoptent une approche régionaliste. Contrairement à l’idée d’un centre Laténien unique de création, il est désormais établi qu’au début du second âge du Fer, plusieurs styles coexistent : un ornement fluide dans le nord de la France, un style rigide dans la région du Rhin moyen, et des formes anthropomorphes plus fréquentes à l’est de cette zone. Ces différences sont interprétées comme les marques de groupes régionaux aux pratiques culturelles distinctes, voire de constructions identitaires différenciées. Des discontinuités stylistiques peuvent également correspondre à des marqueurs de transition sociale et culturelle, comme les migrations ou les transformations internes des sociétés. Une modèle proposé par Ludwig Pauli relie ainsi l’évolution stylistique à des dynamiques d’ethnogenèse. Par ailleurs, la découverte de grandes sculptures en pierre, telles que celles du Guerrier de Hirschlanden et de Glauberg , suggère une continuité locale dans les traditions artisanales et cultuelles, nuançant l’idée d’une rupture nette entre les cultures hallstattienne et laténienne.
La linguistique historique, notamment à travers les travaux récents de Patrizia de Bernardo, a clarifié l’usage moderne du terme celte dans une acception strictement linguistique. Loin de désigner un groupe ethnique ou culturel homogène, les Celtes sont définis par leur appartenance à un ensemble de langues indo-européennes partageant des traits phonétiques et morphologiques spécifiques,. Cette définition repose sur l’étude des isoglosses, permettant de cartographier les aires dialectales dans l’espace et le temps. Toutefois, des cas comme celui du lépontique, qui présente des affinités inattendues avec le ligure et le celtibère plutôt qu’avec le gaulois, illustrent les limites de toute correspondance directe entre entités linguistiques et archéologiques. La linguistique actuelle insiste ainsi sur la nécessité d’étudier indépendamment les faits de langue et les contextes matériels.
En ce qui concerne la religion des Celtes, les recherches adoptent une approche plus critique de cette notion et évitent de parler d’une religion unifiée, estimant que cette représentation découle davantage des sources antiques et médiévales que d’une réalité historique attestée. L’analyse des témoignages archéologiques et des inscriptions est favorisée, plutôt que des sources littéraires tardives ou folkloriques. Ce changement de paradigme remet en question les tentatives de rapprochement entre les mythologies insulaires médiévales et les croyances des Celtes continentaux. Les analogies structurelles ou les reconstructions à partir de modèles indo-européens, comme ceux proposés par Georges Dumézil, sont jugées insuffisamment fondées.
Les à-prioris nationalistes sur les territoires celtes et leur expansion reste encore l'objet de débat. La question des origine est souvent influencée par des objectifs de légitimation des organisations politiques modernes sur base des lacunes des textes et des données archéologiques. Ce flou permet d'influencer favorablement les approximations, notamment sur les délimitations géographiques, soutenant parfois une vision déterministe et patriotique initialement élaborée dans le contexte de la Première Guerre mondiale.

## Périodes chronologiques
Le point de départ des périodes chronologiques sont celles établies par Christian Jürgensen Thomsen pour la protohistoire : l'Âge de la pierre, l'Âge du bronze et l'Âge du fer. En 1872, Hans Hildebrand propose de subdiviser l'âge du fer en deux périodes supplémentaires pour l'historiographie celte : la période de Hallstatt pour la plus ancienne et la période de La Tène pour la plus récente. En 1875, Gabriel de Mortillet propose que la seconde période soit plutôt appelée « période gauloise ou marnienne » en référence aux nécropoles champenoise, cependant la proposition n'est pas adoptée au niveau international. Cependant, les différences entre les mobiliers de Bibracte et Stradonice avec ceux de La Tène renforce la nécessité d'une subdivision de cette seconde période de l'âge du fer.
La première subdivision laténienne est adoptée en 1885. La période ancienne s'étend de 400 à 300 av. J.-C., la période moyenne s'étend de 300 à 100 av. J.-C., la période tardive s'étend de 100 av. J.-C. jusqu'au début de l'ère chrétienne.Paul Reinecke détaille les éléments distinctifs de chacune des périodes établies jusque-là en octroyant une lettre à leur subdivision, donnant les subdivision de l'âge du bronze de A à D, de Hallstatt de A à D et de La Tène de A à D. Il considère que la période La Tène A relative à la formation de cette culture précède la période ancienne et se déroule de 500 à 400 av. J.-C.

## Données écrites

### Inscriptions celtiques
Les premières mentions écrites relatives aux Celtes remontent au IVe siècle av. J.-C., notamment grâce à leurs contacts avec les civilisations méditerranéennes. Ils commencent alors à utiliser l’écriture empruntée à d’autres peuples (étrusque, ibérique, grec, latin) pour transcrire leur langue. Toutefois, les Celtes réservent l’écrit aux usages non religieux, privilégiant la transmission orale pour leur savoir sacré. Ce n’est qu’à l’époque chrétienne que leur culture orale commence à être mise par écrit.

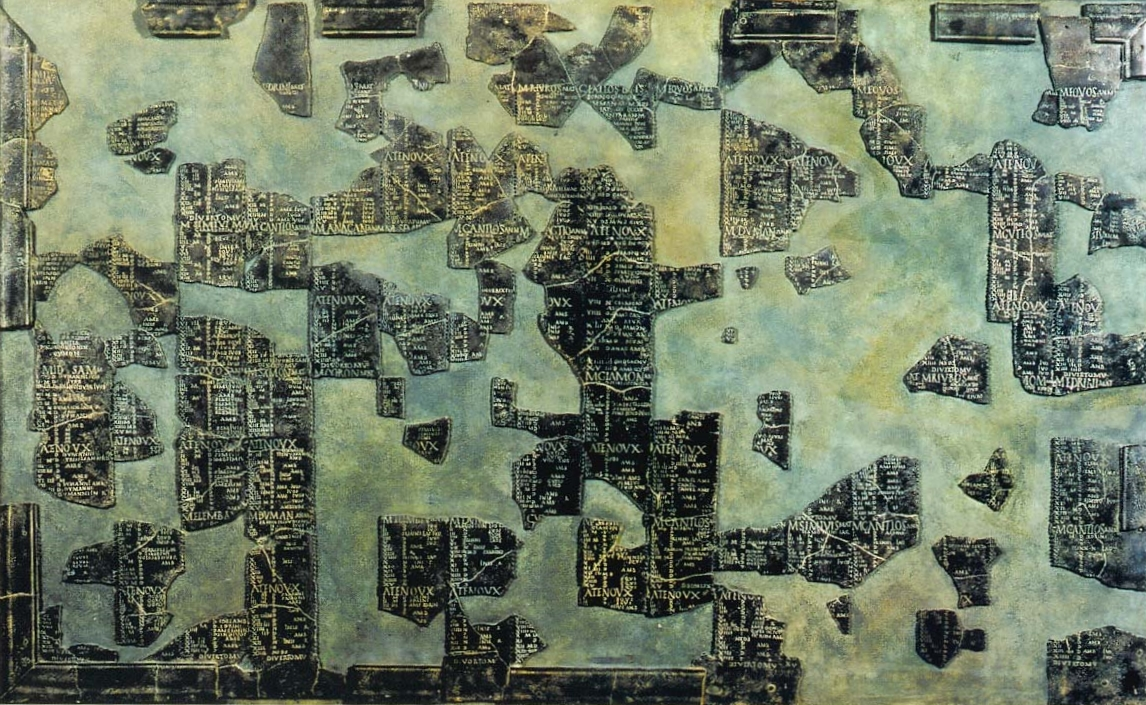
Calendrier de Coligny, reconstitué par Paul Dissard, musée Lugdunum.

La première inscription celtique est une adaptation de l'alphabet étrusque pour rédiger un graffiti celte dans une tombe de Castelletto sopra Ticino. L'inscription, XOSIOIO, se lit Kosios et serait le nom d'un individu. La plupart des inscriptions celto-étrusques, parfois identifiées à tort comme du Lépontique, désignent le nom d'une personne. L'utilisation de cet alphabet celto-étrusque persiste jusqu'à la première moitié du Ier siècle av. J.-C.. Les secondes inscriptions d'emprunt alphabétiques sont en écriture ibérique. La plus longue inscription identifiée comporte plus de 400 mots. Les inscriptions empruntant l'alphabet grec sont situés dans la Gaule narbonnaise et datent du IIIe siècle av. J.-C. Son usage se répand jusque dans le centre-est de la Gaule et en Europe centrale. Il s'agit de courtes dédicaces et quelques épitaphes. Enfin, les inscriptions dite gallo-latines connait l'extension géographique la plus importante et sont le témoin de la romanisation dès la première moitié du Ier siècle av. J.-C. On en trouve dans la frappe de la monnaie ou comme inscription nominative. On trouve également des exemples d'inscriptions monumentales comme sur le pilier des Nautes ou dans des dédicaces divines. Le calendrier de Coligny constitue le document le plus remarquable en gallo-celtique, comportant 2021 lignes de texte et étant le plus long texte celtique connu à ce jour.
L'alphabet ogamique est la dernière écriture employée par les Celtes et n'est attesté que dans les régions insulaires peu romanisée : l'Irlande, le pays de Galles, l'île de Man, l'Écosse et la Cornouailles. Son introduction est liée aux invasions maritimes de groupes gaéliques irlandais à partir de la fin du IIIe siècle. Environ 400 stèles sont identifiées, donc certaines bilingues avec une version latine.

### Auteurs antiques
Les premières mentions des Celtes remontent à Hécatée de Milet au Ve siècle av. J.-C., qui situe les Celtes autour de Massalia,. Hérodote, dans ses Histoires, évoque explicitement les Celtes sous le nom Keltoï, les localisant près des sources du Danube et en Ibérie,. Ces observations relèvent souvent de récits indirects ou confus, mais montrent une prise de conscience progressive de la présence celtique en Europe occidentale. Xénophon, au IVe siècle av. J.-C., mentionne les premiers mercenaires celtiques dans l’armée de Denys de Syracuse, ouvrant une longue tradition de participation des Celtes dans les conflits méditerranéens.

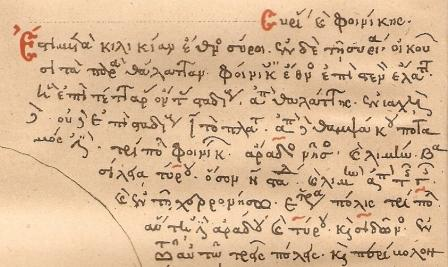
Fac-similé du Périple du Pseudo-Scylax.

Des auteurs majeurs comme Platon, Aristote ou Éphore ont laissé des notations brèves mais révélatrices sur les mœurs celtiques, mettant en avant leur bravoure, leur goût pour la boisson ou leurs pratiques sexuelles. Le Pseudo-Scylax signale leur présence sur les côtes nord de l’Adriatique, bien que les données y soient parfois erronées ou déformées par la perspective maritime du récit. Pythéas de Massalia offre des informations précises issues d’un périple jusqu’en mer du Nord et peut-être en Baltique, désignant les îles britanniques sous le nom de Prettanikai.
Au IIIe siècle av. J.-C., Timée de Tauroménion tente une première synthèse historique sur les Celtes. Polybe, un siècle plus tard, livre dans son Histoires une description de la Gaule cisalpine et des invasions celtiques en Italie, notamment la bataille de Télamon, probablement décrite à partir des Annales disparues de Fabius Pictor. Il évoque aussi la présence celte en Asie Mineure et dans les Balkans, soulignant leur rôle militaire central dans les conflits du IIIe siècle av. J.-C.. L'œuvre perdue de Caton l’Ancien, Les Origines (en), aurait également fourni des informations substantielles sur les Celtes cisalpins.

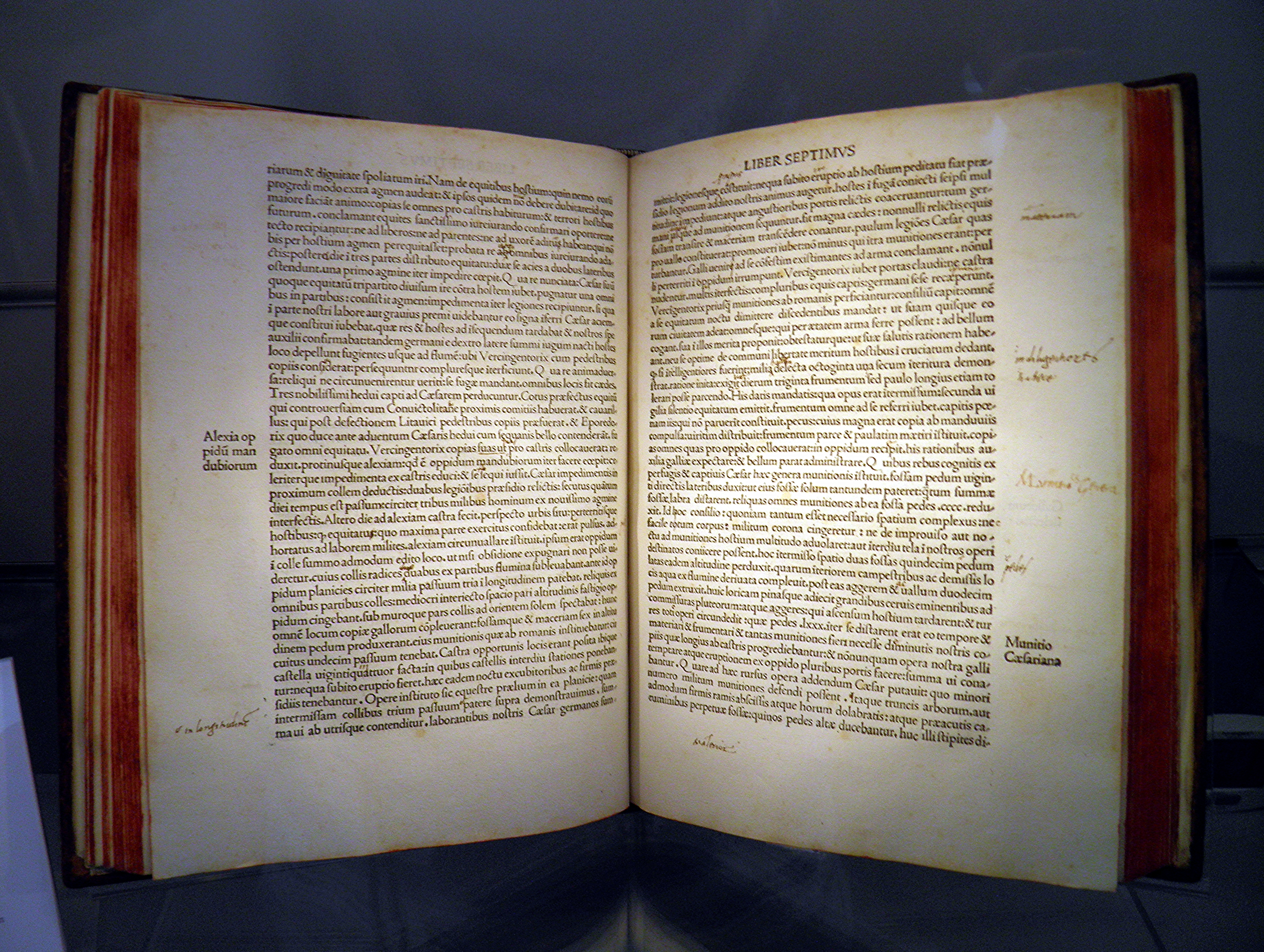
Pages des Commentaires sur la guerre des Gaules de Jules César relative au siège d'Alésia.

L'oeuvre disparue Histoires de Posidonios d’Apamée constitue la source la plus riche et structurée sur les Celtes qui continue les travaux de Polybe. Grâce à une connaissance directe de la Gaule narbonnaise, il propose une ethnographie critique et détaillée. Il rédige également un ouvrage de géographie générale, Description de l'Océan qui sert notamment de référence à Strabon, dans sa Géographie. Jules César, dans La Guerre des Gaules, puise également chez Posidonios pour illustrer les structures sociales, religieuses et économiques des peuples celtes de Gaule.
L’époque augustéenne marque une profusion de textes historiques sur les Celtes, instrumentalisé en faveur de Rome. Dans l'Ab Urbe condita libri, Tite-Live offre un récit dense des relations entre Rome et les Gaulois, notamment l'invasion du Ve siècle av. J.-C., tout comme Denys d’Halicarnasse dans Antiquités romaines. Trogue Pompée, premier historien de langue latine d'origine celtique, décrit dans ses Histoires philippiques (en) les mouvements celtes en Italie, mais aussi dans les Balkans et l'Asie Mineure en exploitant des sources grecques. Pline l’Ancien, dans son Histoire naturelle, compile des données ethnographiques uniques sur les Celtes, notamment le rôle des druides et le calendrier religieux, probablement recueillies lors de séjours en Europe centrale.
Tacite, dans La Germanie, Les Annales, Les Histoires et La Vie d’Agricola, documente avec précision les peuples celtiques de Bretagne et leur déclin sous la pression germanique. Plutarque, dans ses Vies parallèles, évoque plusieurs épisodes historiques majeurs impliquant les Celtes, comme l’expédition contre Rome ou les migrations cimbres. Enfin, Ptolémée, enregistre des toponymes celtiques dans sa Géographie, bien que ceux-ci soient difficiles à relier aujourd’hui à des sites archéologiques connus.

### Auteurs celtiques

#### Tradition orale et interdit de l'écrit
La littérature celte repose sur la tradition orale qui n'est mise par écrit qu'au début de la christianisation. En effet, bien que l'écriture et des alphabets soient adoptés dans plusieurs régions, l'interdit religieux lié à l'écriture reste en vigueur. César en témoigne, soulignant que les druides forment leurs élèves à mémoriser de nombreux vers pendant des années, estimant que l’écrit affaiblit la mémoire et dénature le sacré.
Ce que nous connaissons de la religion et des mythes celtiques provient surtout de sources gréco-romaines, souvent fragmentaires et extérieures, ce qui rend difficile toute reconstitution cohérente. Il existe néanmoins, chez certains peuples celtiques, une conscience historique distincte du mythe, comme en témoignent des récits évoquant les ancêtres et leurs faits notables sur plusieurs générations. Cette mémoire, bien que transmise oralement, semble avoir été structurée et associée à des éléments concrets comme les cadastres, les listes de notables, ou encore les inscriptions monétaires et funéraires, sous l’influence du monde méditerranéen.

La mise par écrit de cette tradition orale est freinée par le déclin de l’enseignement druidique et l’attrait croissant des élites pour la culture gréco-latine. L’adoption du christianisme, en condamnant les traditions païennes, précipite l’effacement de cette littérature en Gaule. En revanche, dans des régions moins romanisées comme l’Irlande ou le pays de Galles, la christianisation s’est faite en continuité avec la culture celtique locale, permettant la transcription et la préservation d’une partie importante de cette mémoire orale.

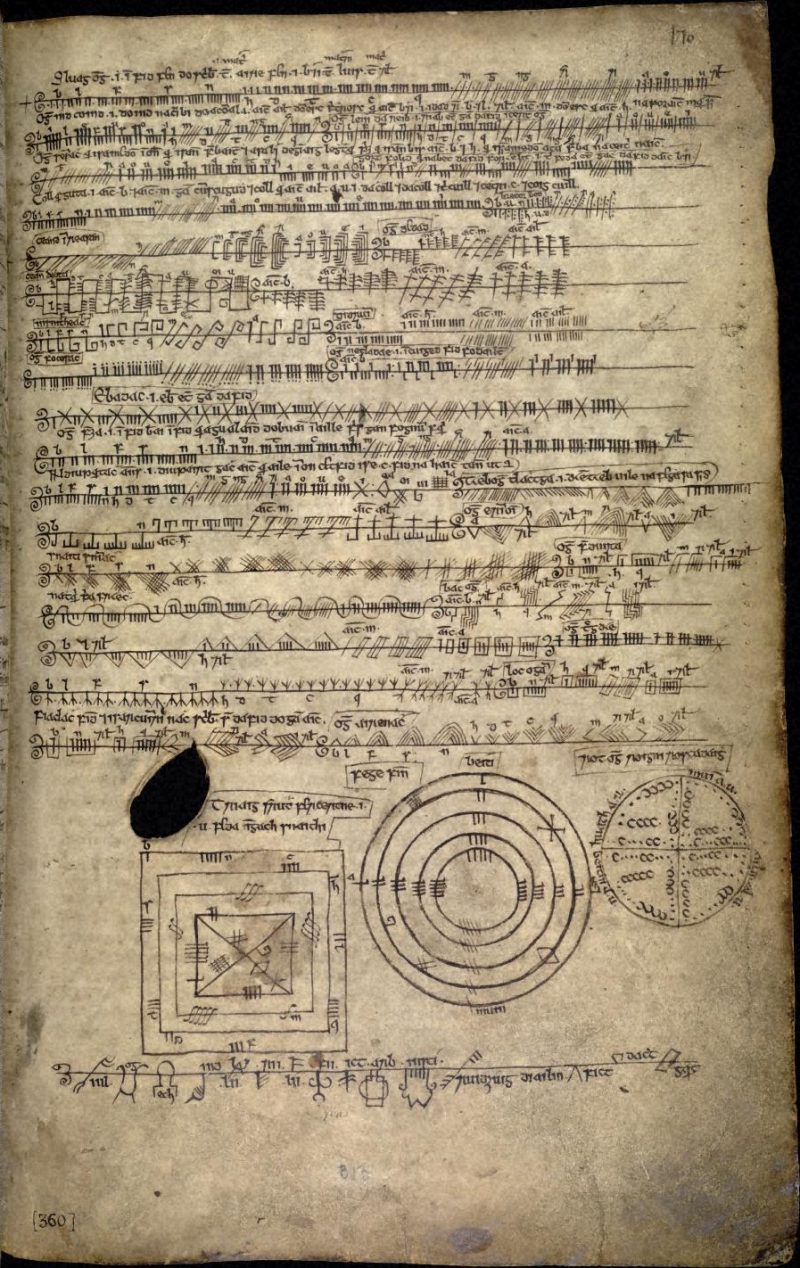
Page écrite en ogham du.

#### Littérature celtique irlandaise
L'adoption du christianisme dès le Ve siècle, amorcée par la mission de Palladius en 431, suivie de celle de Patrick qui structure l'Église d'Irlande depuis Armagh en s'appuyant sur les élites locales et un clergé issu d'anciens druides. L'intégration des traditions orales et de la mythologie celtique irlandaise forme un récit orienté vers la reconnaissance du Christ.
Les premiers manuscrits conservés de cette tradition sont postérieurs aux origines orales : le Lebor na hUidre (XIe siècle), le Livre de Leinster (XIIe siècle), le Livre Jaune de Lecan (en) (XIVe siècle) et le Livre de Ballymote (en) (XVe siècle). Ils rassemblent des récits plus anciens, comme en témoignent leurs caractéristiques linguistiques archaïques. Ces textes, souvent connus en plusieurs versions parallèles, témoignent d’une transmission orale encore vivace au moment de leur mise par écrit, rendant difficile l’établissement d’un texte canonique unique.

La littérature irlandaise se divise en quatre cycles. Le cycle mythologique relate les origines surnaturelles de l’Irlande, notamment dans le Lebor Gabála Érenn, où sept vagues d’envahisseurs se succèdent, dont les Tuatha Dé Danann, dieux victorieux des Fir Bolg et des Fomoire. Le Tochmarc Étaíne (en) illustre les liens entre figures divines et christianisation. Le cycle des rois explore la souveraineté à travers des figures associées aux grands centres royaux en soulignant le rôle central du roi dans la prospérité du royaume. Le cycle d’Ulster, ou « Branche rouge », met en scène le héros CuChulainn dans la grande épopée Táin Bó Cuailnge. Enfin, le cycle fenian est centré sur Finn, son fils Oisin et les Fianna, guerriers indépendants incarnant un idéal héroïque différent, détaché des structures tribales. Leur mode de vie évoque l’attrait des Celtes continentaux pour le mercenariat aux IVe et IIIe siècles av. J.-C.

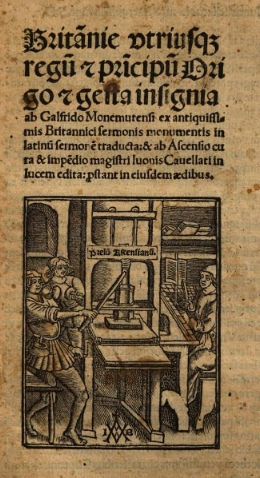
Page titre de l'Historia regum Britanniae de Geoffroy de Monmouth.

#### Littérature celtique galloise
Après la conquête romaine de l’île de Bretagne, la romanisation des populations brittoniques est inégale selon les régions. Dans les zones moins romanisées, notamment le nord de l’Angleterre, le sud de l’Écosse et les montagnes galloises, les élites locales continuent à soutenir une littérature orale vivante, récitée par des bardes dans les cours royales. Les premières traces écrites en vieux gallois, à l’aide de l’alphabet latin, remontent aux VIIIe – Xe siècles sous forme de gloses, mais l’essentiel des textes hérités de cette tradition orale est rédigé en moyen gallois entre le XIIIe et XVe siècle. Parmi les œuvres majeures figurent le Livre d’Aneirin, célébrant les exploits des Gododdin, et le Livre de Taliesin, qui chante les hauts faits d’Urien de Rheged et de Kynan Garwyn. Ces poèmes font écho aux luttes menées contre les colons anglo-saxons au VIe siècle.
C’est dans ce contexte de résistance qu’apparaît la figure d’Arthur, héros central de la littérature orale celtique. Si ses aventures sont reprises et amplifiées par Geoffroy de Monmouth au XIIe siècle (Prophetiae Merlini, Historia Regum Britanniae, Vita Merlini), des versions plus anciennes subsistent dans des manuscrits gallois tels que le Livre Noir de Carmarthen, le Livre Blanc de Rhydderch et le Livre Rouge de Hergest, notamment dans des récits comme Kulhwch et Olwen, Le Songe de Rhonabwy (en) ou Owein.
Les Quatre Branches du Mabinogi constituent un autre pilier de la littérature galloise. Rédigés au XIe ou XIIe siècle, ces récits semblent issus d’une tradition orale antérieure et abordent des thèmes indo-européens liés aux fonctions souveraines : Pwyll traite de la légitimité royale, Branwen de la guerre, Manawyddan de la richesse, et Math de la puissance magique. Ces récits, malgré leur rédaction tardive, conservent des éléments mythologiques proches des panthéons irlandais et continentaux, et apparaissent parfois comme des témoins plus directs de la tradition celtique authentique que les textes irlandais eux-mêmes.

## Données linguistiques

### Langues celtiques
Les langues celtiques, branche de la famille indo-européenne, fournissent un corpus linguistique partiel mais précieux pour l’étude historique des Celtes. Les langues celtiques insulaires (gaélique et brittonique), bien attestées à partir du Moyen Âge, permettent d’approcher indirectement certaines structures sociales et croyances anciennes. Les premières traces écrites, comme les inscriptions ogamiques en Irlande, offrent une base comparative pour analyser les langues continentales disparues, telles que le gaulois, le celtibère ou le lépontique.
Le celtique continental, documenté principalement par des inscriptions fragmentaires et inégalement réparties, présente des défis méthodologiques. Les distinctions phonétiques sont aujourd’hui considérées avec prudence, les évolutions pouvant avoir eu lieu de manière indépendante selon les contextes régionaux. L’exemple des Insubres, dont les inscriptions montrent une continuité linguistique malgré des évolutions formelles, illustre l’intérêt historiographique de croiser données linguistiques et archéologiques pour éclairer les dynamiques internes des populations celtiques.

### Toponymie et ethnonymie
Les toponymes, ethnonymes et anthroponymes celtiques constituent une source spécifique de l'onomastique. Les toponymes représentent souvent les seules traces linguistiques de populations disparues. Ils révèlent l’existence de substrats pré-indo-européens en Europe de l’Ouest et permettent de retracer des zones de contact entre Celtes et autres groupes, comme les Germains. Toutefois, leur datation reste difficile : les hydronymes sont généralement les plus anciens, tandis que les noms d’agglomérations reflètent un peuplement plus tardif, souvent lié à la formation des oppida.
De nombreux noms de villes actuelles dérivent directement de toponymes celtiques, particulièrement en Gaule et en Italie du Nord. Des exemples notables incluent Mediolanium, Genaua ou encore Lugdunum. Les suffixes -dunum, -briga, -magus indiquent la présence celtique sur un vaste territoire allant de la péninsule Ibérique au Danube. Toutefois, certains toponymes d’apparence celtique peuvent être d’époque romaine, parfois liés à la déduction de colonies ou à la toponymie militaire, ce qui implique que des noms celtiques ont pu être attribués à des fondations postérieures à la conquête.
L’étude des ethnonymes permet d’identifier et de localiser des groupes celtiques. Ces noms expriment souvent des qualités valorisées, des références géographiques, ou de dieux tutélaires. Certains composés numériques peuvent indiquer des subdivisions récentes de groupes ethniques. L’analyse de ces noms révèle également des dynamiques migratoires, comme celle des Volques, ou des contrastes entre autochtonie et installation récente (Nitiobroges vs Allobroges).
Les anthroponymes celtiques, souvent prestigieux, expriment des qualités héroïques ou divines. Ils sont en général accompagnés du patronyme, sans indication de gens ou de clan. Ces noms peuvent révéler l’origine ethnique d’individus isolés, y compris en milieu allogène, et fournir des indications précieuses sur la présence celtique dans certaines régions mal documentées. L'onomastique personnelle livre également des données sur la mixité ethnique. Des anthroponymes non celtiques présents dans des contextes celtiques témoignent de l’intégration d’éléments locaux au sein des aristocraties celtes.
Enfin, les théonymes celtiques, connus principalement par l’épigraphie romaine, reflètent une grande diversité et une tendance à désigner les dieux par des surnoms évoquant leurs qualités. Peu de divinités possèdent des noms constants et clairement identifiables, à l’exception de figures majeures comme Lug et Brigit, dont les noms se retrouvent aussi bien dans l’onomastique que dans la toponymie et les ethnonymes. La persistance de ces théonymes, même dans des contextes romanisés, témoigne de l’importance religieuse et symbolique qu’ils revêtent dans le monde celtique.

## Données archéologiques

### Nécropoles
Les nécropoles constituent la catégorie de vestiges la plus ancienne et la plus abondamment documentée de l’archéologie celtique. Dès 1829, de Boblaye fouille la nécropole de Bergères-lès-Vertus, identifiée comme gauloise. Johann Georg Ramsauer conduit entre 1843 et 1863 l’exploration systématique de la nécropole de Hallstatt, livrant près de mille tombes et plus de vingt mille objets. À la même époque, les nécropoles alimentent les collections des nouveaux musées nationaux d’archéologie, notamment celui fondé par Napoléon III à Saint-Germain-en-Laye. Les fouilles se multiplient à des fins pécuniaires, utilisant la sonde pour détecter les fosses funéraires dans le sol crayeux. Cette pratique entraîne la perte d’informations contextuelles, les objets étant souvent extraits sans précaution ni enregistrement précis.
À la fin du XIXe siècle, plusieurs fouilles cherchent à documenter l’ensemble des sépultures, indépendamment de leur richesse. En 1896, la nécropole de Jenisuv Újezd en Bohême livre près de 140 sépultures. En 1905-1906, le musée historique de Berne fouille celle de Münsingen. Dès les années 1950, les méthodes de fouilles s’étendent grâce au décapage mécanique de grandes surfaces. L’analyse des nécropoles se développe alors vers l’étude de l’organisation sociale, des dynamiques démographiques et des réseaux d’échanges, à partir de la répartition des sépultures, des types de mobilier, des parures et de la topographie des sites.
L’étude des mobiliers funéraires, notamment des parures métalliques, permet d’identifier des classes sociales, des groupes ethniques et des usages régionaux. Le port différencié (droit/gauche, symétrique/dissymétrique) de certains objets, comme les torques ou bracelets, sert d’indicateur dans la reconstitution des mouvements de population. Lorsque les données sont complètes, les analyses anthropologiques permettent d’aborder la démographie, la santé et l’alimentation des groupes. Des approches plus récentes, comme l’analyse génétique ou isotopique, ouvrent des perspectives sur les liens de parenté et la structure des communautés.

### Tissu urbain
Les habitats protohistoriques de l’âge du Fer constituent une source primordiale pour l’étude de l’organisation économique, sociale et territoriale. Contrairement aux nécropoles, ils permettent d’appréhender la continuité de l’occupation et les dynamiques du peuplement. Leur exploration a longtemps été entravée par la nature peu spectaculaire de leurs vestiges, principalement constitués de structures en matériaux périssables. Seuls les sites fortifiés, notamment les oppida dotés de remparts visibles, ont attiré l’attention des chercheurs dès la fin du XIXe siècle, mais les investigations se concentraient alors essentiellement sur les enceintes et les constructions en pierre d’époque gallo-romaine.
Les avancées méthodologiques introduites au XXe siècle mettent au jour d’un grand nombre d’établissements, en particulier dans les zones soumises à l’impact des grands travaux, comme en Bohême du Nord-Ouest. La diversité des sites révèle des occupations de durées variables, avec des phases de reconstruction souvent difficilement lisibles en raison des intrusions de mobilier et de l’absence fréquente de stratigraphie verticale. Les oppida des IIe et Ier siècles av. J.-C., centres fortifiés à caractère proto-urbain, présentent une occupation dense et parfois stratifiée. Toutefois, les terrassements successifs ont souvent détruit les niveaux anciens, limitant la lecture verticale continue. La datation repose alors sur l’analyse des reconstructions de remparts, des voies de circulation et des séquences de bâtiments.
Les édifices, principalement en bois, sont difficiles à restituer avec précision. Les traces au sol peuvent correspondre à des structures très diverses, allant de bâtiments de plain-pied à des constructions surélevées. Les restitutions graphiques, bien que spéculatives, permettent d’approcher les solutions architecturales possibles à partir de comparaisons techniques et ethnographiques, sans toutefois garantir l’exactitude des hypothèses formulées.
À ces habitats s'ajoute le tissu urbain servant à connecter les différents lieux et en particulier dans les espaces d'activités économiques importantes. Différents ponts celtiques sont connus et leur construction remonte dans certains cas au début du Ier millénaire av. J.-C. Les activités portuaires ainsi que les traces d'exploitations minières et de surface sont des marqueurs pertinents de concentration des pouvoirs.
Les vestiges relatifs aux pratiques religieuses restent difficile à identifier. Les cas où le caractère religieux est indiscutable restent rares. Les sites sont généralement voués à plusieurs types d'activité. De plus, l'héritage historiographique veut que de nombreux sites sont d'abord associés à un usage religieux dans l'incapacité de pouvoir déterminer d'autres usages. Plusieurs exemples comme le sanctuaire celtique de Libenice se révèlent être en réalité un assemblage de vestiges archéologiques de nature et de période différentes. 